# Czartoryští
Czartoryští (jednotné číslo Czartoryski, ukrajinsky Чорторийські nebo Чарторийські, litevsky Čartoriskiai) je polská knížecí rodina litevského původu.  

## Historie rodu
Zakladatelem rodu byl Konstantin (asi 1330–1390), syn litevského velkoknížete Algirdase (polsky Olgierd) z rodu Gediminovců, který se stal knížetem ve Starém Čortoryjsku ve Volyni. 
Původně pravoslavná rodina v 16. století konvertovala ke katolicismu a stala se jednou z nejvýznamnějších sil Polsko-litevské unie. 
Politická strana Czartoryských, již založil Kazimír Czartoryski (1674–1741), se nazývala Familia. V polovině 17. století se rod rozdělil na dvě větve. 
V první polovině 19. století vešel ve známost polský bojovník za nezávislost a vůdce polské pařížské emigrace Adam Jerzy Czartoryski.

## Genetický původ
Mužská linie rodu Czartoryských nese haploskupinu Y-DNA R1a1a1b1a2c (R1-S24902), která je běžná mezi potomky baltských a východoslovanských elit vrcholného a pozdního středověku. V únoru 2024 provedl jeden z doložených mužských potomků Konstantyho Czartoryského (*cca 1330 – †1390), syna litevského velkoknížete Olgierda, genealogický test přes platformu MyTrueAncestry.com (https://mytrueancestry.com). Výsledek testu potvrdil haploskupinu R1a1a1b1a2c, čímž se geneticky potvrdila příslušnost Czartoryských k tzv. gediminovské dynastii, která vládla Litvě ve 14.–16. století a z níž pochází i jagellonská větev.
Tato genetická skupina je rovněž přítomna u jiných aristokratických rodů s původem v litevském velkoknížectví, například rodů Trubeckých či Wiśniowieckých, což podporuje teorii o společném dynastickém původu mezi více větvemi litevské a ruské knížecí aristokracie pozdního středověku.